# Samuel Livermore

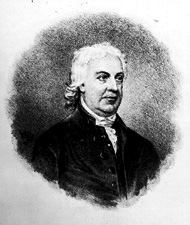
Samuel Livermore

Samuel Livermore (* 14. Mai 1732 in Waltham, Province of Massachusetts Bay; † 18. Mai 1803 in Holderness, New Hampshire) war ein US-amerikanischer Politiker. Er saß für New Hampshire im Kontinentalkongress und vertrat den Bundesstaat später auch in beiden Kammern des Kongresses.

## Jurist und Politiker
Nach dem Schulbesuch in seinem Heimatort Waltham setzte Samuel Livermore seine Ausbildung am College of New Jersey, der späteren Princeton University, fort und machte dort 1752 seinen Abschluss. In der Folge studierte er die Rechtswissenschaften, wurde 1756 in die Anwaltskammer aufgenommen und begann in Waltham zu praktizieren. 1758 zog er nach Portsmouth in New Hampshire; später ließ er sich in Londonderry nieder.
Schon vor Gründung der Vereinigten Staaten war Livermore politisch aktiv: Von 1768 bis 1769 gehörte er dem General Court an, dem kolonialen Parlament von New Hampshire; danach übte er bis 1774 das Amt des Attorney General der Kolonie aus. Ab 1775 lebte er in Holderness und war dort als Staatsanwalt tätig. Während des Unabhängigkeitskrieges wurde er in den Kontinentalkongress gewählt, wo er zunächst von 1780 bis 1782 verblieb. Eine weitere Amtsperiode folgte dort von 1785 bis 1786. Zwischenzeitlich war er Oberster Richter von New Hampshire geworden; diesen Posten hatte er von 1782 bis 1789 inne. Zudem nahm er 1788 am Verfassungskonvent von New Hampshire teil; bei der gleichen Versammlung fungierte er 1791 als deren Präsident.

## Mitglied des Kongresses
Livermore wurde schließlich auch als Abgeordneter des Repräsentantenhauses in den ersten und den zweiten Kongress der Vereinigten Staaten gewählt. Während seiner Amtszeit von 4. März 1789 bis zum 3. März 1793 stand er unter anderem dem Wahlausschuss vor. Danach wechselte er innerhalb des Kongresses in den Senat, wo er der Pro-Administration-Fraktion angehörte, aus der später die Föderalistische Partei entstand. Vom 6. Mai bis zum 4. Dezember 1796 war er erstmals Senatspräsident pro tempore; dieses Amt wurde ihm dann noch einmal vom 2. bis zum 29. Dezember 1799 übertragen. Am 12. Juni 1801 legte er schließlich aus gesundheitlichen Gründen sein Mandat nieder.
Knapp zwei Jahre später verstarb Livermore in Holderness. Sein Sohn Edward wurde ebenfalls föderalistischer Kongressabgeordneter, allerdings für den Staat Massachusetts. Dessen jüngerer Bruder Arthur saß für New Hampshire im Repräsentantenhaus, jedoch als Mitglied der Demokratisch-Republikanischen Partei.